# Klepper (schoeisel)
Een klepper is een bepaald type schoeisel dat bestaat uit een meestal houten of kurken zool met of zonder hak en een (verstelbare) dwarsband over de voorvoet of een V-vormige band tussen de grote teen en de tweede teen. Een klepper bestaat dus uit een onbuigbare zool en een minimale voetbedekking, ter plaatse van de bal van de voet. Als gevolg daarvan komt de zool van de klepper tijdens het lopen bijna geheel los van de voetzool, om er vervolgens weer terug tegenaan te klappen. Het lopen op kleppers gaat daardoor gepaard met een klepperend geluid, vandaar de naam.

Het begrip kleppers omvat onder andere oefensandalen, Japanse geta, Indiase khadaon en Indonesische bakiak. 
Een klepper is iets anders dan een slipper: slippers hebben meestal een bredere band over de voorvoet en hebben bovendien een meebuigende zool, waardoor het karakteristieke "klepperen" achterwege blijft.

Een klepper is ook iets anders dan een klomp: klompen hebben weliswaar een houten zool maar de voetbedekking blijft niet beperkt tot de voorvoet.
Het lopen op kleppers is niet altijd eenvoudig. Ten eerste moet men leren de tenen op het juiste moment te krommen en te ontspannen om de kleppers aan de voeten te houden; dit moet op een bepaald moment een automatisme worden. Ten tweede moet men accepteren dat het lopen op kleppers bepaalde beperkingen met zich mee brengt: bij plotseling de pas versnellen en hardlopen bestaat de kans dat men struikelt of een klepper verliest en achteruit lopen of een trap aflopen gaan meestal met een hoop kabaal gepaard.
Oefensandalen waren in de jaren 60 en 70 van de 20e eeuw zeer populair en werden zowel door mannen als vrouwen gedragen. Ze bestaan uit een houten zool, met of zonder hak, en een verstelbaar leren riempje over de voorvoet. Oefensandalen worden zo genoemd omdat het lopen er op een uitstekende training is voor de spieren van het onderbeen en de voet. De zool heeft een geprononceerd voetbed waarbij zich een verhevenheid onder de tenen bevindt die tijdens het lopen "gegrepen" wordt. De meeste mensen zullen bij het woord klepper aan dit type sandaal denken.